# رزمری گابریل
روزماری گابریل (آلمانی: Rosemarie Gabriel؛ زادهٔ ۲۷ فوریهٔ ۱۹۵۶) شناگر سابق اهل آلمان است.